# Jan Judycki
Jan Judycki herbu Radwan odmienny (zm. po 1777 roku) – kasztelan miński w latach 1758–1777, pisarz wielki litewski w 1755 roku, chorąży rzeczycki w 1728 roku.